# Nederlandse Vereniging voor Ruimtevaart
De Nederlandse Vereniging voor Ruimtevaart – ook wel afgekort tot NVR – stelt zich ten doel professionals, studenten en fans van de ruimtevaart bij elkaar te brengen.
De vereniging is op 21 december 1951 opgericht als onderdeel van de Koninklijke Nederlandse Vereniging voor Luchtvaart en is er samenwerking met de Koninklijke Nederlandse Vereniging voor Weer- en Sterrenkunde. Zij is eveneens aangesloten bij de International Astronautical Federation (IAF).
In het Engels presenteert de vereniging zich als Netherlands Space Society.
Naast een netwerk voor professionals worden presentaties gehouden in symposia en filmavonden georganiseerd. Onder de ongeveer 1000 leden (2018) bevinden zich onder andere de ereleden Karel Wakker, Piet Smolders, André Kuipers, Kees de Jager en Tanja Masson-Zwaan.
Elk kwartaal wordt het magazine Ruimtevaart uitgebracht.